# Jiwa
Jiwa était un site français musical de lecture en continu, légal et gratuit lancé le 13 mars 2008. Jiwa est placé en liquidation judiciaire en juillet 2010. Le tribunal de commerce de Paris désigne en octobre 2010 la société Digiteka, pour reprendre les activités de Jiwa, qui rouvre ses portes en janvier 2011 avec un nouveau modèle économique.

## Étymologie et vocable dérivé du nom Jiwa
Jiwa, qui se prononce « Jioua », est un mot indonésien qui peut s'écrire aussi Jiva, signifiant âme en sanskrit,.
Les utilisateurs sont appelés « Jiwers » et sont identifiés par un nom d'utilisateur.

## Historique

### Version 1
Le site Jiwamusic.com disparaît le 21 février 2008 pour laisser la place à Jiwa en version bêta privée accessible à environ 20 000 personnes. L'ouverture au grand public se fait le 13 mars 2008 grâce aux deux fondateurs, Thierry Rueda et Jean-Marc Plueger.
Au 13 mars 2008, le site propose 400 000 titres à la suite de l'accord signé le 12 mars 2008 avec Universal.
Depuis début juin 2008, 230 000 clips issus de YouTube sont également accessibles via Jiwa. L'interface du site se compose d’un lecteur de musique et d’un lecteur de vidéo. Les vidéos sont filmées par des professionnels ou des amateurs. Un algorithme est utilisé pour privilégier les vidéos des maisons de disques et les plus regardées. Les vidéos s'ouvrent dans une petite fenêtre et il n'est pas possible de les agrandir. Certaines ne sont plus disponibles mais l'icône reste présente.
En juin 2008, le répertoire était de 980 000 morceaux, 142 000 playlists constituées par les membres ainsi que 93 000 Jiwers qui constituent la communauté.
Durant quelques mois à partir de mars 2008 des bugs suscitent des messages laissés sur le forum de Jiwa par des utilisateurs et un administrateur.
Depuis juillet 2008, le nombre de lectures pour chaque titre est connu grâce à un compteur qui sert à déterminer un taux de popularité pour chaque chanson.
Les « coups de cœur » ajoutés avant le 26 juin 2008 ont été purgés pour tous les Jiwers le 3 juillet 2008. En effet, cette liste personnalisée de chansons favorites n’était, jusqu’au 3 juillet, pas prévue pour être conservée car cela posait des problèmes d'engorgement de la base de données. Néanmoins, plus tard, il a été décidé par l’entreprise Jiwa de conserver avec précaution tous les coups de cœur quelle que soit la date de l’ajout.
En décembre 2008, 200 000 inscrits et 0,7 million de visiteurs uniques
En mars 2009, le répertoire dépassait 2 000 000 de morceaux, 300 000 playlists constituées par les membres ainsi que plus de 160 000 Jiwers qui constituent la communauté.
Le 20 mai 2009, Jean-Marc affirme réfléchir à propos de la publicité sonore tout en ne voulant pas être les premiers à le faire. Environ 3 % d'utilisateurs passent 5 ou 6 heures par jour sur le site. Jiwa s'est fait connaitre sans marketing. L'écoute illimité peut se faire sans
inscription. Jiwa reçoit tous les jours une bonne dizaine de messages d’ayants droit pour indiquer à Jiwa qu’ils n’ont plus les droits sur tel titre.
Les artistes ont une fiche de présentation dont le texte est issu des articles de Wikipédia. Le menu appelé « corriger la page Wikipédia » permet de modifier l'adresse Web afin de rectifier l'url. Afin accéder à la page Wikipédia de l'artiste un lien « article » est disponible en fin d'article.
La charte colorimétrique orange / blanche est remplacée par le bleu / noir dans la version 2.

### Version 2
Le 6 mai 2009, Jiwa se dote d'une nouvelle interface et de nouvelles fonctionnalités en lançant la version 2 du site internet.
Le site signe de nouveaux accords avec les maisons de disques Sony, EMI, Warner et Universal ainsi que les indépendants Naïve et Pschent et les agrégateurs The Orchard, Idol, Zebralution, Alien Prod et Believe.
Une interface de contrôle, additionnelle au player principal (non présente dans la version 1), est fixée en bas de la fenêtre du navigateur web, afin de pouvoir contrôler la lecture des pistes que le lecteur principal soit visible ou non. La barre d'avancement de la musique en bas de l'écran fait toute la largeur de l'écran.
Les morceaux peuvent être achetés sur iTunes avec un lien « Télécharger » présent dans le lecteur.
En date du 23 juin, il n'est plus possible à la Suisse et à la Belgique de lire à la demande les pistes. Les radios restent accessibles.
Le 25 septembre 2009, l'album « British Rendez Vous » de Music Is Not Fun est écoutable soit 3 jours avant la commercialisation des CD. Jiwa offre des places pour leur concert parisien.
À partir du 9 février 2010, Jiwa diffuse des extraits de 30 s de tout le catalogue de Warner de manière légale. Par contre, les titres sont entiers dans les « radios » et les « smart radios ». En effet, le contrat entre Jiwa et le label est rompu. Une fenêtre intruse s'ouvre afin de faire appel aux dons par l'intermédiaire d'un SMS surtaxé. Un logo « Jiwa addict » figure sur les profils des Jiwers qui ont payé.
« smart radio » : chaque artiste en possède une. Par exemple, la « smart radio » de U2 ne diffuse que des titres de U2. La barre d'avancement de la musique ne fonctionne pas, par contre il est possible de passer au titre suivant.
Dorénavant, en mars 2010, une pub s'affiche en plein écran quand on accède au site.
Mi-mars 2010, sur chaque page, 4 espaces sont réservés à la publicité.
En avril 2010, les chansons qui font 30 secondes ne sont pas jouées par défaut. D'un clic, il est possible de les écouter.

### Fermeture du site
Jean-Marc Plueger annonce la fermeture progressive de Jiwa qui est placé en liquidation judiciaire le 29 juillet 2010. Au 3 août 2010, les playlists des jiwers sont toujours disponibles en mode radio. 4 personnes sont encore salariées du site.

### Reprise sans ouverture du site
Le Tribunal de Commerce de Paris a retenu Digiteka en octobre 2010 (distributeur de contenus numériques et des services web)  parmi Deezer et Starzik pour la reprise de Jiwa.
Selon Charles Ganem, fondateur et dirigeant de Digiteka, le site devait rouvrir en novembre 2010. Digiteka et les ayants droit signent des accords. Digiteka proposera des offres payantes.
Jiwa offre le même service en janvier 2011 (un popup indique « le site va rouvrir ») que durant sa période entre la liquidation judiciaire et la date de reprise.

### Ouverture du site fin janvier 2011
Ce qui manque par rapport à la période située juste avant la liquidation de Jiwa, est la musique à la demande. Par contre, les musiques de Warner sont de nouveau non limitées à 30 s. Il est impossible d'avancer la lecture au sein d'une chanson. Selon l'état de connexion, les nouveaux titres sont en 320 kbs.
En Juillet 2011, Jiwa est racheté par AlloMusic qui annonce que le principe global ne changera pas. Ouvre alors la troisième version du site. AlloMusic est mis en liquidation judiciaire le 1er juin 2012 compromettant le développement de sa filiale Jiwa. Le 10 décembre 2012 le créateur originel de Jiwa, Jean-Marc Plueger décède à l'âge de 46 ans. Le 28 février 2013 le site semble inaccessible.

## Accords avec les maisons de disques et un désaccord
Tout le répertoire d'Universal Music Group est disponible sur le site en écoute. Les titres du label indépendant Believe sont également disponibles ainsi que Wild Palms et Alien Prod. En juin 2008, la musique libre de droit issue de Jamendo n'est pas disponible mais Jiwa travaille pour que cela change. Certains artistes refusent la diffusion de leurs œuvres en streaming, aussi Jiwa est contraint de limiter à 30 secondes l'écoute des titres concernés.
Le site a signé un accord qui l'oblige de garantir des planchers de versement aux maisons de disques et à la Sacem ; en conséquence une partie des bénéfices publicitaires est reversée aux artistes. Les critères détaillés pour déterminer la rémunération des artistes sont des informations confidentielles et contractuelles.
Les majors interdisent aux utilisateurs de bénéficier de la lecture à la demande en dehors de la France. Cette restriction territoriale épargne les radios du site. Celles-ci sont donc librement accessibles aux Jiwers du monde entier.
Les minimums garantis que demandent les maisons de disques pour l'année 2009, 400 000 € à Sony Music, 250 000 € à EMI, 180 000 € à Universal Music et 70 000 € à Warner Music. Soit un total de 900 000 €. En 2009, les revenus publicitaires sont de 300 000 €.
Sony Music affirme que « des sociétés telles que Jiwa, manquant à chacun de leurs engagements, nuisent au développement du marché numérique, en ponctionnant une partie de l’audience et des recettes publicitaires qui auraient pu revenir à des concurrents plus respectueux des droits de chacun »,.
Le catalogue de Warner n'est plus autorisé à la diffusion  à partir de début décembre 2009.

## Technique
La technologie Flash d'Adobe est utilisée pour le lecteur musical. L’interface utilise entièrement la technologie Ajax. La lecture des chansons n’est donc pas interrompue lors de la navigation. Les listes de lecture - dont l'interface est personnalisable - sont exportables sur les blogs, par courriel ou entre Jiwers. Une fonction d’abonnement aux playlists d’autres Jiwers et la notation des listes d’écoute sont disponibles.
Une fois un morceau téléchargé, il est nécessaire de le télécharger à nouveau pour le ré-écouter, contrairement à Deezer.
Un moteur de recherche permet de rechercher les utilisateurs, les titres ainsi que toutes les playlists créées par les Jiwers. L’indexation des titres utilise une technologie qui détecte les chansons similaires, et conserve les morceaux qui sont optimaux. Les radios similaires sont issues d’un algorithme basé sur la fréquence d'écoute des Jiwers. Ce service propose différents morceaux similaires à un artiste que l'on écoute. La popularité d’un titre dépend du nombre d’écoutes depuis 1 mois.
Jiwa encode au format MP3 avec un débit binaire variable de 192 kb/s en moyenne. Le débit minimum est de 128 kb/s alors que le débit maximal est de 320 kb/s. La qualité sonore perceptible est donc quasiment équivalente à de la musique non compressée. Les nouveaux titres ajoutés en juin 2011 sont à environ 300 kb/s.
La recherche d’un mot à l'aide du navigateur web fonctionne sur tout le site.
Une liste d'écoute (playlist) peut dépasser 1000 titres. Il ne peut pas y avoir de doublon dans une liste de lecture car l’ancien morceau disparait pour laisser place au nouveau titre qui se place en tête ou en fin de liste d’écoute selon le choix du Jiwer. La sélection de plusieurs titres se fait soit à l'aide des cases à cocher, soit avec les touches CTRL, SHIFT et la souris. On peut par glisser-déposer ajouter les titres choisis dans la liste des playlists qui se situent à gauche de l'écran ou réorganiser l'ordre de lecture des pistes.
Il est possible de transmettre l'adresse du site par mail (Gmail, facebook, MySpace, Yahoo! Mail, AOL Webmail, Windows Live Hotmail, Orkut, ICQ, indiatimes, friendster, Maildot) et par l'intermédiaire de GigYa de partager l'adresse du site (bouton Partager) ou de publier une chanson ou une playlist (bouton Blog) sur les blogs et sites communautaires.

## Communauté
Les « Jiwers populaires » sont dans la Version 2 les jiwers ayant le plus d'abonnés, répertoriés sur une liste accessible dans le "Top Chart" ainsi que Les « Jiwers star » qui sont sélectionnés par l'équipe éditoriale de Jiwa.
En juin 2008, deux jiwers ont leur playlists qui sont jouées dans l'une des radios du site. Il est possible d'envoyer des messages aux jiwers.
Le forum offre la possibilité de suggérer de nouveaux artistes, de signaler des problèmes ou simplement de discuter autour de l'univers musical.

## Concurrents
- Allomusic
- Starzik
- Deezer
- imeem
- musicMe
- Spotify
- Beezik.com
- Jamendo
- Pandora